# Charlotte Stein-Pick
Charlotte Stein-Pick (geb. Charlotte Baron; * 22. Oktober 1899 in München; † 2. Februar 1991 in Oakland, Kalifornien) war eine deutsche Emigrantin jüdischer Herkunft. Ihre Memoiren dienen heute Historikern in vielen Fällen als Forschungsgrundlage, und Auszüge daraus werden häufig in eigenen deutsch-, aber auch englischsprachigen Publikationen zitiert.

## Leben
Sie war die Tochter des Münchener Zahnarztes und Sanitätsrates Fritz Baron und seit 1921 Ehefrau des aus Sulzbach-Rosenberg stammenden Zahnarztes Herbert Stein (1895–1950), der mit seinem Schwiegervater dessen Praxis im Haus Sendlinger-Tor-Platz 6a führte. Schon in ihrer Kindheit musste sie antisemitische Zusammenstöße zwischen Spiel- und Schulkameraden miterleben, weshalb sie wohl für die kommende Gefahr stärker sensibilisiert war als ihr Ehemann.
Von 1932 bis zur gewaltsamen Auflösung war sie Vorsitzende der vom Jüdischen Frauenbund München gegründeten Haushaltsschule in Wolfratshausen. Im Rahmen der Novemberpogrome 1938 wurde die Zahnarztpraxis ihres Ehemannes geschlossen und er ins KZ Dachau gebracht. Stein-Pick erreichte jedoch bei den Nationalsozialisten seine Entlassung.
Nachdem im Dezember 1938 das Ehepaar enteignet worden war – Stein war der letzte praktizierende jüdische Zahnarzt in München, gelang beiden unter großen Schwierigkeiten 1939 die Emigration in die USA, die Stein-Pick schon vor der Pogromnacht zu organisieren begonnen hatte. Im Gepäck hatte sie zwei wertvolle Kiddusch-Becher aus der Synagoge von Sulzbach aus dem Jahr 1764/65, die 2013 Teil einer dortigen Ausstellung waren.„Sulzbach war eine Oase des Friedens, und ich liebte dieses geruhsame Städtchen innig.“
In den USA begann das Ehepaar in Seattle (Bundesstaat Washington) einen Neuanfang. Ehemann Herbert studierte ein zweites Mal Zahnmedizin und eröffnete eine neue Praxis. Erst nach seinem frühen Tod (1950) besuchte Stein-Pick im folgenden Jahr 1951 allein ihre deutsche Heimat wieder. Zuletzt lebte sie in Oakland (Kalifornien).
Im Jahr 1964, also 25 Jahre nach ihrer Emigration, schrieb Stein-Pick ihre Lebensgeschichte mit Hilfe ihrer Tagebuchaufzeichnungen nieder. Diese Memoiren blieben über Jahrzehnte unveröffentlicht, bis die Münchener Journalistin Christiane Schlötzer-Scotland die inzwischen 90-jährige Stein-Pick in Kalifornien kennenlernte. Ihr vertraute Stein-Pick die aufgezeichneten Erinnerungen sowie Fotos und weitere Dokumente zur Herausgabe unter dem Titel Meine verlorene Heimat an. Die Dokumente wurden 2008/2009 in München in einer Ausstellung gezeigt.

## Werk
- Charlotte Pick: Die verlorene Heimat. Manuskriptauszug, in: Andreas Lixl-Purcell (Hrsg.): Erinnerungen deutsch-jüdischer Frauen 1900–1990. Leipzig : Reclam, 1992, ISBN 3-379-01423-0, S. 387–401
- Meine verlorene Heimat, Bayerische Verlagsanstalt, Bamberg 1992, ISBN 3-87052-851-6